# Megalampitta gigantea
La melampitta maggiore (Megalampitta gigantea (Rothschild, 1899)) è un uccello passeriforme della famiglia Melampittidae, unica specie ascritta al genere Megalampitta Schodde & Christidis, 2014 .

## Etimologia
Il nome scientifico del genere, Megalampitta, si rifà chiaramente a quello dell'affine Melampitta, con l'aggiunta del prefissoide mega ad indicarne le maggiori dimensioni.

## Descrizione

### Dimensioni
Misura 29 cm di lunghezza, per 205 g di peso

### Aspetto
L'aspetto di questi uccelli ricorda molto quello dei pitui, con forte becco allungato, grossa testa squadrata, forti zampe e coda allungata: questi uccelli presentano inoltre penne remiganti e caudali rinforzate e molto soggette a forte consunzione, probabilmente un adattamento al loro stile di vita.

La colorazione è interamente nera, con tendenza ad assumere sfumature bluastre su spalle e fianchi: anche becco e zampe sono neri, mentre gli occhi sono di colore bruno scuro. Spesso, nella zona dietro l'occhio sono state osservate incrostazioni biancastre, dovute alla massiccia presenza di acari.

## Biologia
Si tratta di uccelli estremamente schivi e diffusi in ambienti di difficile accesso, osservati molto raramente mentre non è infrequente udirne il richiamo, rappresentato da una caratteristica nota bitonale: essi sembrerebbero mostrare abitudini perlopiù diurne e solitarie, oltre ad essere essenzialmente terricoli.

### Alimentazione
L'esatta composizione della dieta di questi uccelli è ignota, tuttavia si ritiene che essi siano essenzialmente insettivori come l'affine melampitta minore.

### Riproduzione
Sebbene la riproduzione di questi uccelli non sia stata ancora osservata, in base alle testimonianze degli indigeni e ad una singola osservazione si sa che essi nidificano negli inghiottitoi, costruendo nidi molto elaborati fatti di muschio intrecciato.

## Distribuzione e habitat
La melampitta maggiore è endemica della Nuova Guinea, dove con areale puntiforme e molto frammentato abita vari siti nel nord-est (penisola di Doberai e di Bomberai), alle pendici meridionali dei Sudirman e nei monti Torricelli.
L'habitat di questi uccelli è costituito dalle aree di foresta pluviale montana e foresta nebulosa fra i 650 e i 1400 m: essi appaiono inoltre strettamente legati alle zone calcaree soggette a carsismo.

## Tassonomia
Uccello molto enigmatico, la melampitta maggiore viene spesso ascritta al genere Melampitta, comprendente la sola melampitta minore: tuttavia, le consistenti differenze morfologiche e comportamentali fra le due specie fanno sì che venga generalmente ritenuta corretta l'ascrizione di questi uccelli ad un proprio genere monospecifico, Megalampitta.